# 埃尔卡斯蒂略德拉斯瓜尔达斯
埃尔卡斯蒂略德拉斯瓜尔达斯，是西班牙安达卢西亚自治区塞维利亚省的一个市镇。 总面积259平方公里，总人口1618人（2001年），人口密度6人/平方公里。